# Western New York Flash

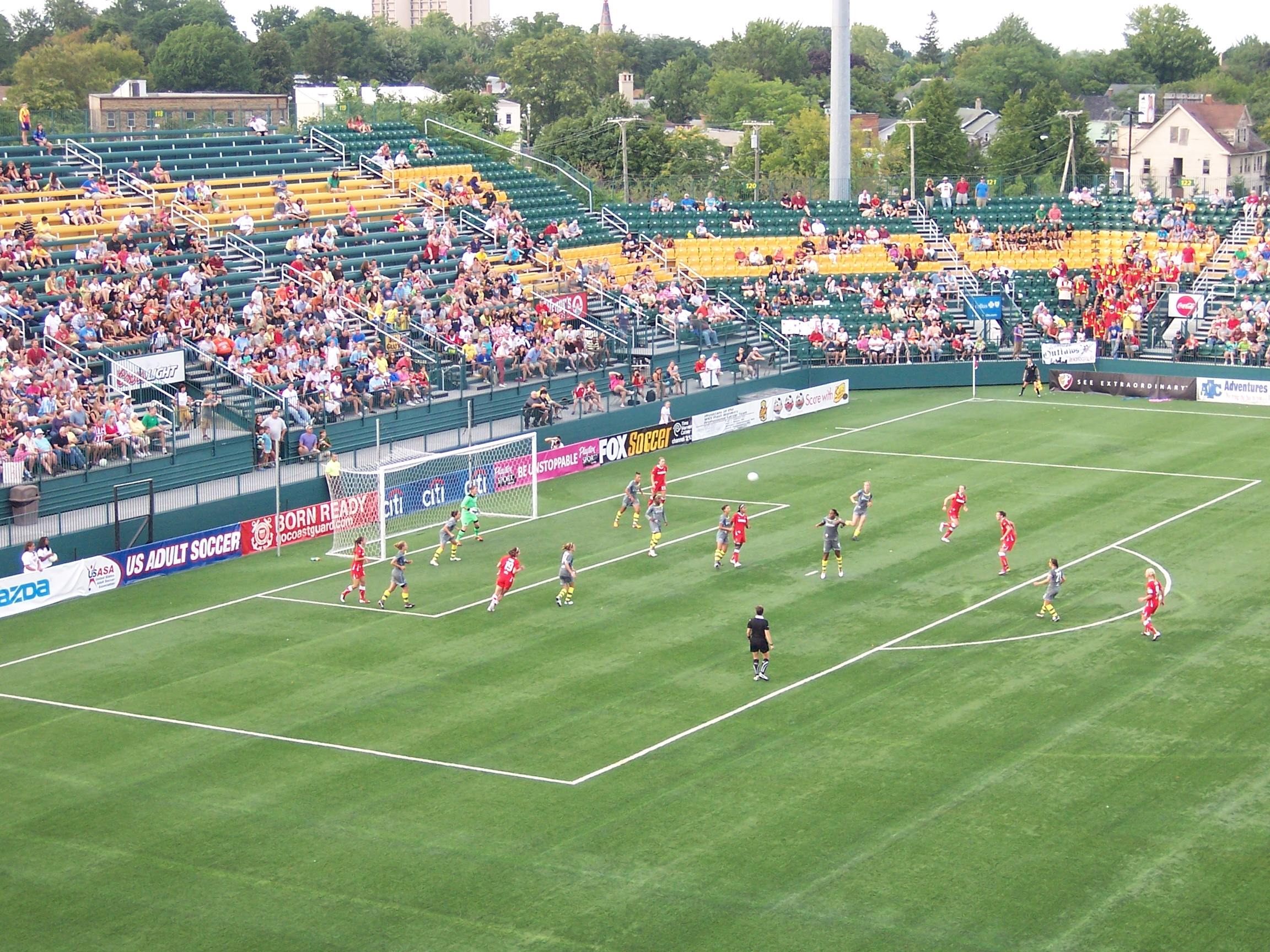
Western New York Flash enfrenta em casa o Philadelphia pela WPS Championship 2011

Western New York Flash foi um clube de futebol dos Estados Unidos localizado em Rochester, Nova Iorque. A equipe jogava na Liga de futebol feminino dos Estados Unidos.

## Estádios
Em 2009, a equipe jogou seus jogos em casa no Orchard Park High School Field, em Orchard Park, Nova York, 15 milhas a sudeste do centro de Buffalo, Nova York, e treinou diariamente no vizinho Sahlen's Sports Park em Elma, Nova York. Em 2010, a equipe jogou em casa no Complexo Esportivo Demske no Canisius College em Buffalo, Nova York.
Em fevereiro de 2011, a família Sahlen obteve os direitos do nome do Marina Auto Stadium em Rochester, que foi chamado de Sahlen's Stadium de 2011 a 2015. Após esse período, o time passou a jogar em casa em Rochester.
O estádio tem capacidade para 13.768 lugares. O maior recorde de público do estádio foi estabelecido em 20 de julho de 2011, com 15.404, durante uma partida entre Flash e magicJack (liderada pela jogadora-treinadora e nativa de Rochester, Abby Wambach) após a Copa do Mundo Feminina da FIFA 2011. O jogo também foi a maior multidão em um único jogo na história do WPS.
O UWS Flash joga a maioria de suas partidas em casa na Niagara University, com uma partida em 2017 disputada no All-High Stadium.

## Cores e Escudo
As cores iniciais do Flash eram brancas e as cores externas eram vermelhas. O logotipo do Flash foi projetado para refletir o da Sahlen's, a empresa controladora da equipe.

## Treinadoras
De 2009 a 2015, Aaran Lines liderou a equipe como treinador principal, vencendo três campeonatos consecutivos da liga e o NWSL Shield inaugural. Depois de renunciar em 2015, Paul Riley liderou a equipe em seu primeiro campeonato da NWSL em 2016, com Scott Vallow como assistente e técnico interino durante as suspensões de Riley. Charlie Naimo atuou como Diretor Técnico de 2014 a 2016.
| Nome            | Nacionalidade  | Início                  | Término                |
| --------------- | -------------- | ----------------------- | ---------------------- |
| Aaran Lines     | Nova Zelândia  | 4 de fevereiro de 2009  | 22 de dezembro de 2015 |
| Paul Riley      | Inglaterra     | 19 de fevereiro de 2016 | 9 de janeiro de 2017   |
| Gary Bruce      | Estados Unidos | 30 de março de 2017     | 9 de julho de 2017     |
| Matt Waddington | Estados Unidos | 16 de fevereiro de 2018 | 14 de julho de 2018    |

## Títulos

### Nacional
- NWSL Championship
  - Campeões (1): 2016
  - Vice-Campeão (1): 2013
- NWSL Shield
  - Campeões (1): 2013
- WPSL Elite
  - Vencedores (1): 2012
- WPS Championship
  - Campeões (1): 2011
- USL W-League Championship
  - Campeões (1): 2010